# Idaea ruficostata
Idaea ruficostata là một loài bướm đêm trong họ Geometridae.